# Bolzano–Weierstrass sats
Bolzano-Weierstrass sats är en sats inom matematisk analys som berör konvergensen av talföljder i euklidiska rum. Mer formellt säger satsen att varje begränsad talföljd i {\displaystyle \mathbb {R} ^{n}} har en konvergent delföljd.

## Formulering och bevis
Sats: Låt {\displaystyle (x_{n})} vara en begränsad talföljd i {\displaystyle \mathbb {R} ^{n}}. Då finns det en delföljd {\displaystyle (x_{n_{i}})} som är konvergent. 
Vi bevisar denna i flera steg. Först visar vi ett lemma:
Lemma: Varje talföljd, {\displaystyle (x_{n})} i {\displaystyle \mathbb {R} } har en monoton delföljd. 
Bevis: Vi kallar ett positivt heltal n för en "topp" om {\displaystyle m>n} medför att {\displaystyle x_{n}>x_{m}}, dvs om {\displaystyle x_{n}} är större än alla följande element i talföljden. Anta först att det finns oändligt många toppar, {\displaystyle n_{1}<n_{2}<\ldots <n_{j}<\ldots .}. Då är följden {\displaystyle x_{n_{1}},x_{n_{2}}} osv en monoton delföljd. Anta nu att det bara finns ändligt många toppar, låt N vara den sista toppen (om inga toppar finns sätt N=0) och sätt n1 = N+1. Då är n1 ingen topp så det finns ett n2 med {\displaystyle x_{n_{2}}\geq x_{n_{1}}}. Inte heller n2 är en topp så vi kan upprepa proceduren och hitta ett n3 med {\displaystyle x_{n_{3}}\geq x_{n_{2}}}. Om vi fortsätter så får vi en monoton talföljd {\displaystyle x_{n_{i}}}.
Bevis av satsen: Anta nu att vi har en begränsad talföljd i {\displaystyle \mathbb {R} }. Då finns en monoton delföljd som också måste vara begränsad. Varje monoton begränsad talföljd konvergerar, och alltså gör delföljden det.
Vi kan använda resultatet i en dimension för att bevisa det allmänna resultatet. För varje begränsad talföljd, {\displaystyle (y_{n})} i {\displaystyle \mathbb {R} ^{n}} är följden av dess första koordinater en begränsad talföljd i {\displaystyle \mathbb {R} }. Alltså innehåller den en konvergent delföljd. Detta innebär att {\displaystyle (y_{n})} innehåller en delföljd vars första koordinat konvergerar. Från denna delföljd kan vi sedan extrahera en ytterligare delföljd där andra koordinaten konvergerar osv tills vi hittat en delföljd där alla koordinater konvergerar och således även själva delföljden.

## Kompakthet
Bolzano-Weierstrass sats kan också formuleras som att en mängd är följdkompakt i {\displaystyle \mathbb {R} ^{n}} om och endast om den är sluten och begränsad. Följdkompakthet innebär att varje följd i mängden innehåller en konvergent delföljd. Om mängden är obegränsad kan man visa att man kan hitta en följd som inte konvergerar. Likadant med icke-slutna mängder. Omvänt så måste varje följd i en begränsad mängd ha en konvergent delföljd enligt Bolzano-Weierstrass. Att mängden är sluten innebär alla gränsvärden av konvergenta följder i mängden ligger i mängden, vilket visar att det är fråga om en ekvivalent formulering.